# Birda

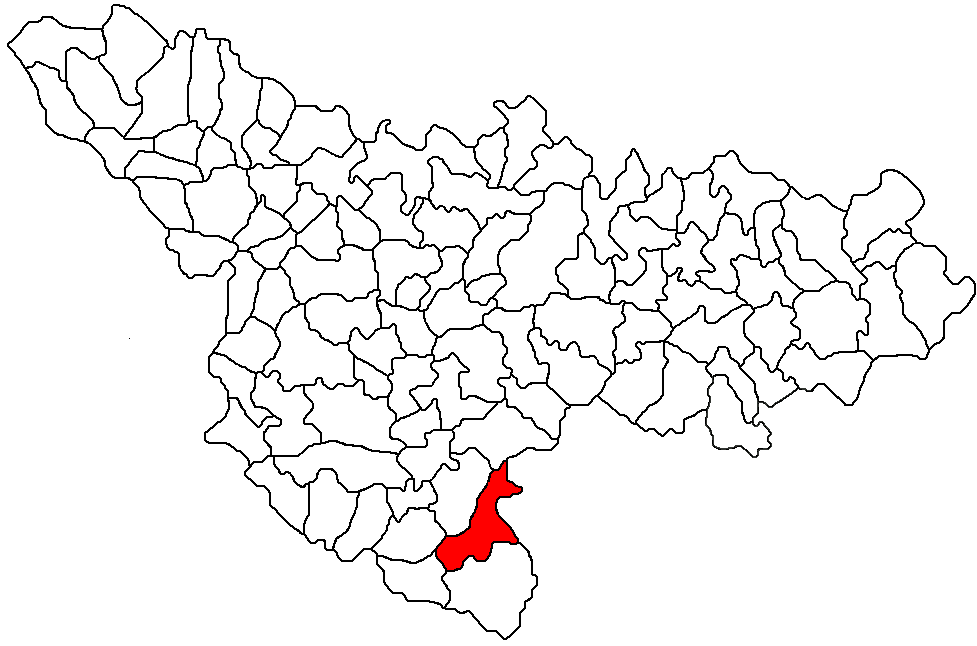
Lage der Gemeinde Birda im Kreis Timiș

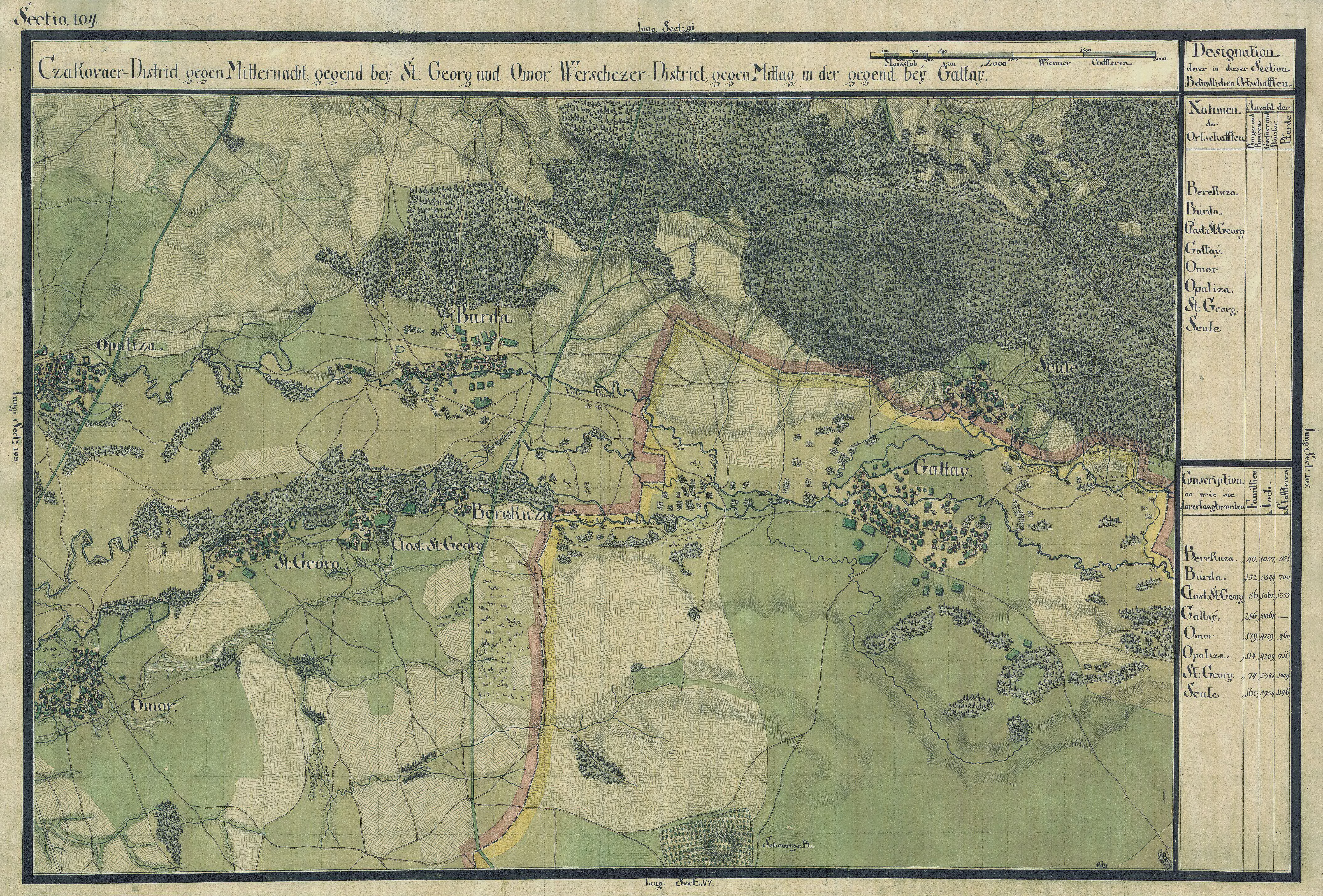
Birda auf der Josephinischen Landaufnahme (1769–1772)

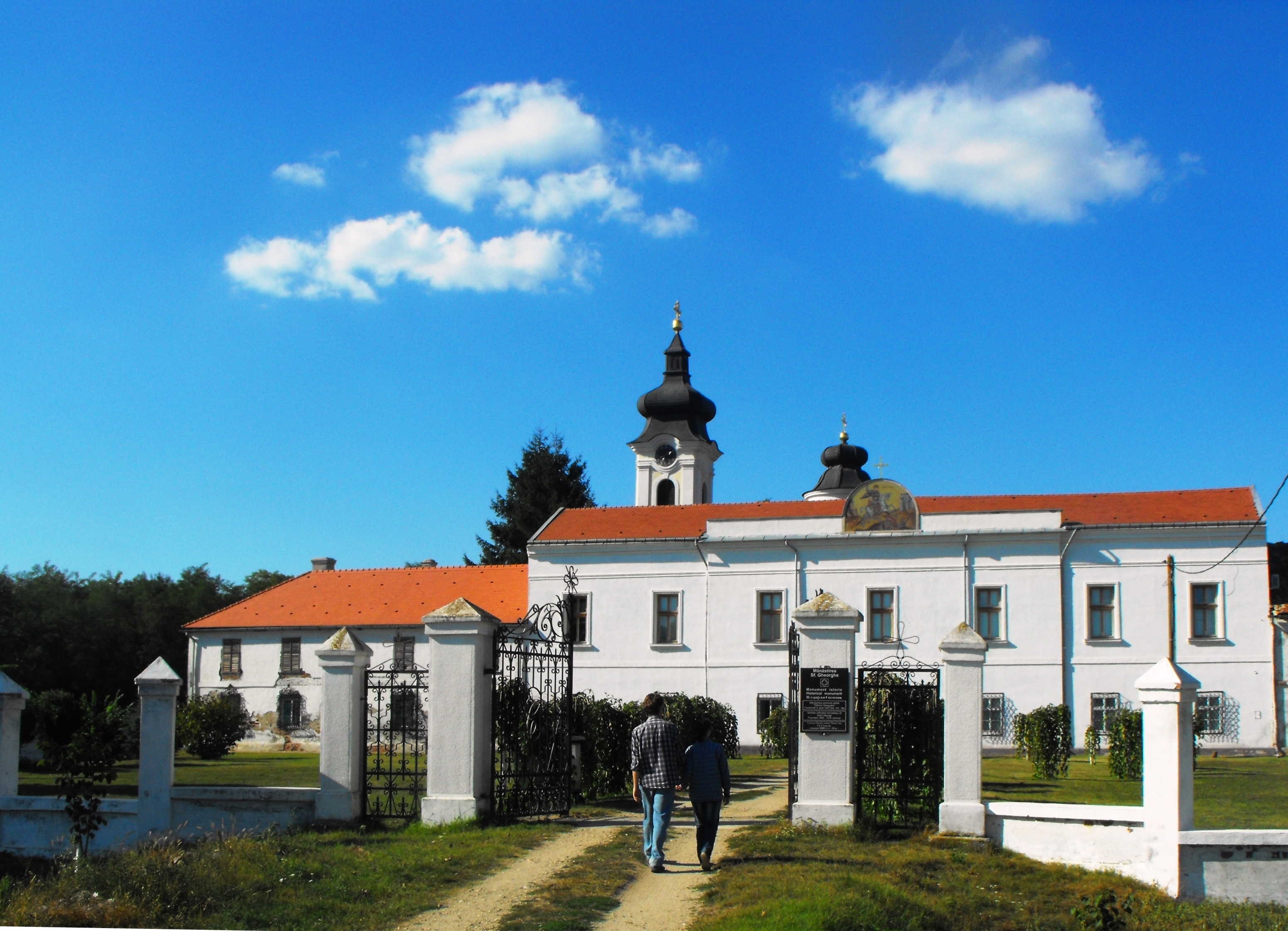
Das Kloster „Heiliger Georg“ in Birda

Birda (deutsch und ungarisch auch Birda) ist eine Gemeinde im Kreis Timiș, in der Region Banat, im Südwesten Rumäniens. Zur Gemeinde Birda gehören die Dörfer Berecuṭa, Mânăstire und Sângeorge.

## Geographische Lage
Birda liegt an der Nationalstraße DN52 und an der Eisenbahnstrecke Timișoara–Reșița. Der Ort befindet sich  im Südosten des Kreises Timiș, 43 Kilometer von der Kreishauptstadt Timișoara (Temeswar) und 56 Kilometer von Reșița (Reschitza) entfernt. Birda liegt 92,5 Meter über dem Meeresspiegel.

## Nachbarorte
| Voiteg | Liebling                                    | Tormac   |
| Deta   | Kompassrose, die auf Nachbargemeinden zeigt | Gătaia   |
| Denta  | Jamu Mare                                   | Clopodia |

## Geschichte
Urkundlich wurde Birda 1690 erstmals als ein Ort mit rumänischer und slawischer Bevölkerung erwähnt. Die Besiedlung mit Deutschen erfolgte in Birda erst nach dem Abschluss der Schwabenzüge durch Binnenwanderungen im Banat. Die meisten deutschen Zuwanderer kamen aus dem 18 Kilometer entfernten Liebling und waren evangelischen Glaubens. Desgleichen kamen Siedler aus Mezőberény, dem heutigen Komitat Békés. Weitere Zuwanderer kamen aus Kleinschemlack, Harta, Jarek, aus der Zips, aus Butin, Torschau, Clopodia, Vadkert, Rittberg, Altker, Werbass und aus Franzfeld.
Am 4. Juni 1920 wurde das Banat infolge des Vertrags von Trianon dreigeteilt. Der größte, östliche Teil, zu dem auch Birda gehörte, fiel an Rumänien.
Infolge des Waffen-SS Abkommens vom 12. Mai 1943 zwischen der Antonescu-Regierung und Hitler-Deutschland wurden alle deutschstämmigen wehrpflichtigen Männer in die deutsche Armee eingezogen.
Noch vor Kriegsende, im Januar 1945, fand die Deportation aller volksdeutschen Frauen zwischen 18 und 30 Jahren und Männer im Alter von 16 bis 45 Jahren zur Aufbauarbeit in die Sowjetunion verschleppt statt. Aus Birda waren 65 Personen von der Deportation betroffen, davon sind neun nicht mehr zurückgekehrt.
Das Bodenreformgesetz vom 23. März 1945, das die Enteignung der deutschen Bauern in Rumänien vorsah, entzog der ländlichen Bevölkerung die Lebensgrundlage.
Am 18. Juni 1951 fand die Deportation in die Bărăgan-Steppe unabhängig von der ethnischen Zugehörigkeit statt. Zu diesem Zweck wurde von der rumänischen Regierung ein Plan zur Säuberung des Grenzgebiets zu Jugoslawien „von politisch unzuverlässlichen Elementen“ entworfen. Als die Bărăganverschleppten 1956 heimkehrten, bekamen sie die 1945 enteigneten Häuser und Höfe zurück, der Feldbesitz wurde jedoch kollektiviert. Aus Birda waren 76 Personen von der Deportation in die Bărăgan-Steppe betroffen.
Die Gemeinde Birda ist seit 2004 durch Ausgliederung aus der Kleinstadt Gătaia (Gattaja) hervorgegangen.

## Wirtschaft
In der Gemeinde Birda war die Landwirtschaft der wichtigste Wirtschaftszweig.
Die bäuerlichen Betriebe beschäftigten sich vorwiegend mit dem Anbau von Mais, Weizen, Gerste, Roggen und Hafer. Im Laufe der Jahre kam der Anbau von Sonderkulturen wie z. B. Tabak, Hanf, Paprika, Melonen, Zuckerrüben, Sojabohnen, Sonnenblumen, Luzerne und andere Kleesorten hinzu.
An Handwerkern gab es Maurer, Wagner, Schmiede, Tischler, Ölpresser, Friseure, Schuhmacher, Zimmerleute, Schneider, Sattler, Schornsteinfeger, Seiler, Leinenweber, Müller, Spengler und Metzger später kamen noch Schlosser, Elektriker, und Hutmacher hinzu.
Die Gemeinde konnte ebenfalls zwei Gasthäuser und einen Lebensmittelladen aufweisen.

## Kulturelles Leben
Die Kirchengemeinde Birda gehörte bis zum Ersten Weltkrieg dem Montandistrikt der evangelisch ungarländischen Kirche an. Da Birda nach dem Vertrag von Trianon Rumänien angeschlossen wurde, beschloss die Gemeinde 1922 sich der siebenbürgischen Landeskirche anzuschließen. Bereits 1854 gab es in Birda ein Bethaus. Die heutige Kirche wurde 1907 ihrer Bestimmung übergeben.
Schulunterricht gab es in Birda bereits im Jahr 1842, allerdings fand der Unterricht in einem Wohnhaus statt. Dank großzügiger Spenden der Dorfbewohner konnte das Schulgebäude 1862 fertiggestellt werden.  Nach der Fertigstellung der neuen Kirche im Jahr 1907 wurde das ehemalige Bethaus in eine Schule umfunktioniert.